# Qobuz
Qobuz is een Franse digitale muziekwinkel en audiostreamingsdienst, opgestart in 2007 door Alexandre Leforestier en Yves Riesel. Xandrie SA is nu eigenaar van Qobuz. In juni 2023 bood Qobuz meer dan 90 miljoen tracks aan op zijn streamingdienst.
De naam Qobuz komt van het Kazachstaanse muziekinstrument, de qobyz.

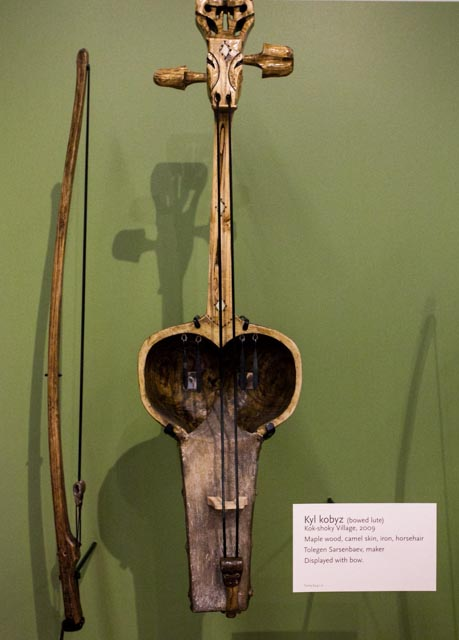
De qobyz, waar de naam van de dienst vandaan komt